# Petra Setzkorn
Petra Setzkorn es una deportista de la RDA que compitió en piragüismo en la modalidad de aguas tranquilas. Ganó seis medallas en el Campeonato Mundial de Piragüismo en los años 1970 y 1971.

## Palmarés internacional
| Campeonato Mundial | Campeonato Mundial     | Campeonato Mundial | Campeonato Mundial |
| Año                | Lugar                  | Medalla            | Evento             |
| ------------------ | ---------------------- | ------------------ | ------------------ |
| 1970               | Copenhague (Dinamarca) | Medalla de bronce  | K1 500 m           |
| 1970               | Copenhague (Dinamarca) | Medalla de bronce  | K2 500 m           |
| 1970               | Copenhague (Dinamarca) | Medalla de plata   | K4 500 m           |
| 1971               | Belgrado (Yugoslavia)  | Medalla de bronce  | K1 500 m           |
| 1971               | Belgrado (Yugoslavia)  | Medalla de plata   | K2 500 m           |
| 1971               | Belgrado (Yugoslavia)  | Medalla de bronce  | K4 500 m           |